# Jean Bertrand (Jurist)
Jean Bertrand (* 11. Mai 1527 in Toulouse; † 1. November 1594 ebenda) war ein französischer Jurist.

## Leben
Jean Bertrand, seigneur de Catourze oder Quatourze, stammte aus einer bedeutenden Juristenfamilie der Stadt Toulouse. Er war ein Sohn des Kammerpräsidenten Nicolas Bertrand aus der Ehe mit Antoinette Iourdain und ein Neffe des Siegelbewahrers und Kardinals Jean Bertrand.
Er schlug die juristische Laufbahn ein wie sein Vater, wurde 1552 Rat (conseiller) am Parlement von Toulouse und 1559 Kammerpräsident. Er verfasste ein Buch mit dem Titel De Vitis juris Peritorum, das seine Söhne Tristan und François de Bertrand, vermehrt um Jeans eigene Biographie, 1617 in Toulouse drucken ließen. Es wurde 1675 in Leiden nachgedruckt. Die darin behauptete Abstammung von den Grafen von Toulouse ist jedoch fiktiv.

## Werke
- Biinomikon sive de jurisperitis libri duo. Toulouse, 1617